# Hepatologie
Hepatologie is binnen de geneeskunde een subspecialisme van de gastro-enterologie, dat zich richt op ziekten van de lever, galblaas en galwegen.
De voornaamste ziekten binnen de hepatologie zijn:
- Hepatitis
- Levercirrose
- Levertumoren
- Galstenen